# Comarca de Viana
La Comarca de Viana está situada en la provincia de Orense, limita al norte con las comarcas orensanas de Terras de Trives y Valdeorras, al este con Zamora, al sur con Portugal y al oeste con la también orensana comarca de Verín.

## Territorio y Población

### Municipios
Pertenecen a la Comarca de Viana los siguientes municipios: La Gudiña, La Mezquita, Viana del Bollo y Villarino de Conso.
| Municipio (nombre oficial en gallego) | Municipio (traducción al castellano) | Extensión (km²) | % del total | Habitantes (2020) | % del total | Densidad (hab/km²) | Altitud (metros) | Distancia a/desde Viana del Bollo (km) | Número de Parroquias | Parroquias |
| ------------------------------------- | ------------------------------------ | --------------- | ----------- | ----------------- | ----------- | ------------------ | ---------------- | -------------------------------------- | -------------------- | --- |
| A Gudiña                              | La Gudiña                            | 171,4           | 23,0        | 1.236             | 22,1        | 7,21               | 983              | 19                                     | 8                    | Barxa, O Canizo, Carracedo da Serra, A Gudiña, Parada da Serra, Pentes, San Lourenzo de Pentes, O Tameirón |
| A Mezquita                            | La Mezquita                          | 104,3           | 14,0        | 1.013             | 18,0        | 9,73               | 996              | 31                                     | 9                    | Cádavos, Castromil, Chaguazoso, Esculqueira, Manzalvos, A Mezquita, O Pereiro, Santigoso, A Vilavella, A Canda |
| Viana do Bolo                         | Viana del Bollo                      | 270,4           | 36,2        | 2.818             | 50,8        | 10,42              | 715              | -                                      | 35                   | Bembibre, Caldesiños, Cepedelo, Covelo, Fornelos de Filloás, Fradelo, Froxais, Grixoa, Hedroso, Louzaregos, Mourisca, Paradela, Penouta, Pexeiros, Pinza, Pradocabalos, Pradorramisquedo, Punxeiro, Quintela de Hedroso, Quintela de Umoso, Quintela do Pando, Ramilo, Rubiais, San Cibrao, San Mamede, San Martiño, Santa Mariña da Ponte, Sever, Solbeira, Tabazoa de Hedroso, Tabazoa de Umoso, Viana do Bolo, Vilardemilo, Vilarmeao, Vilaseco da Serra |
| Vilariño de Conso                     | Villarino de Conso                   | 200,2           | 26,8        | 524               | 9,1         | 2,61               | 740              | 10                                     | 10                   | Castiñeira, Chaguazoso, Conso, Mormentelos, Pentes, Pradoalbar, Sabuguido, San Cristobo, San Mamede, Vilariño |
| Total                                 |                                      | 746,3           | 100,0       | 5.591             | 100,0       | 7,49               |                  |                                        | 62                   | |

### Evolución demográfica
| Gráfica de evolución demográfica de Comarca de Viana entre 1842 y 2019                 |
|                                                                                        |
| Fuente Instituto Nacional de Estadística de España - Elaboración gráfica por Wikipedia |